# Качизколь
Качизколь — озеро в Узункольском районе Костанайской области Казахстана. Находится в 6 км к юго-востоку от Речное (быв. свх им. Чапаева).
По данным топографической съёмки 1944 года, площадь поверхности озера составляет 1,67 км². Наибольшая длина озера — 2 км, наибольшая ширина — 1,1 км. Длина береговой линии составляет 5,7 км, развитие береговой линии — 1,24. Озеро расположено на высоте 157 м над уровнем моря.